# Chlany
Chlany (ukr. Хляни) – wieś na Ukrainie, w rejonie jaworowskim obwodu lwowskiego.